# Alphonse & Gaston
Alphonse & Gaston (originaltitel: Alphonse & Gaston) amerikansk tecknad dagsstrippserie. Den skapades av Frederick Burr Opper (mer känd för Happy Hooligan) 1901 och dök upp i William Randolph Hearsts dagstidning New York Journal.

## Handling
Serien handlar om två överdrivet artiga fransmän. Alphones var kort och grotesk, Gaston lång och grotesk. Seriens utgångspunkt var att båda två var extremt vänliga och ständigt bugade för varandra. De hindrades ständigt i sina göranden av att de insisterade på att den andre var tvungen att få gå före.
Dessutom förekommer i serien bland annat gestalten Leon.

## Bakgrund och stil
Serien föddes efter påverkan från en brittisk journalists fiktiva resedagbok, vilken Opper kom att illustrera. Genom serien kunde Opper driva med den nya amerikanska eliten, som till stor del hämtade sina later genom att imitera olika europeers – inte minst fransmäns – beteende. Seriens satiriska stil och drift med en nyrik bourgeoisie passade också tidningsmagnaten Hearsts populistiska agenda.
Serien tecknades under ett decennium där den tidiga amerikanska tecknade serien snabbt utvecklades konstnärligt, och med många experimentella inslag. Opper utforskade i serien olika typer av samnärvaro, följdverkan och spänningseffekter, inte minst i avsnitt där seriens radarpar stöter på afrikanska kannibaler.

## Utgivning
Serien debuterade den 22 september 1901 i New York Journal, i ett serieavsnitt betitlat "Alphonse a la Carte and His Friend Gaston de Table d'Hote". Alphonse & Gaston var aldrig en dagsstripp, men den dök ofta upp i söndagstidningarna under flera års tid – åtminstone återkommande fram till 1905. Den kom också att få syndikering hos King Features Syndicate, fram till 1904. Senare syntes serieduon i Oppers andra serier, inklusive i Happy Hooligan.
Radarparets återkommande repliker "Efter dig, Alphonse." och "Nej, du först, min käre Gaston!" underhöll de amerikanska läsarna i över ett decennium. Trots serien relativt korta levnad gjorde den stort intryck hos läsarna, och serieduons fasta repliker kom att utvecklas till långlivade fasta uttryck i vardagsspråket. Däremot var seriehandlingen för repetitiv för att i längden kunna behålla läsarna, trots introduktionen av den tredje fasta figuren Leon.
Alphonse & Gaston samlades i ett par bokutgåvor (1902 respektive 1903) utgivna av Hearst och syntes på kringprodukter av olika slag. Serien tolkades även som en scenföreställning och som två komiska kortfilmer 1902–1903. Minnet av serien levde kvar även på 1930- och 1940-talet, då figurerna vid flera tillfällen kom att bli föremål för licensiering i reklamsammanhang.

## Galleri

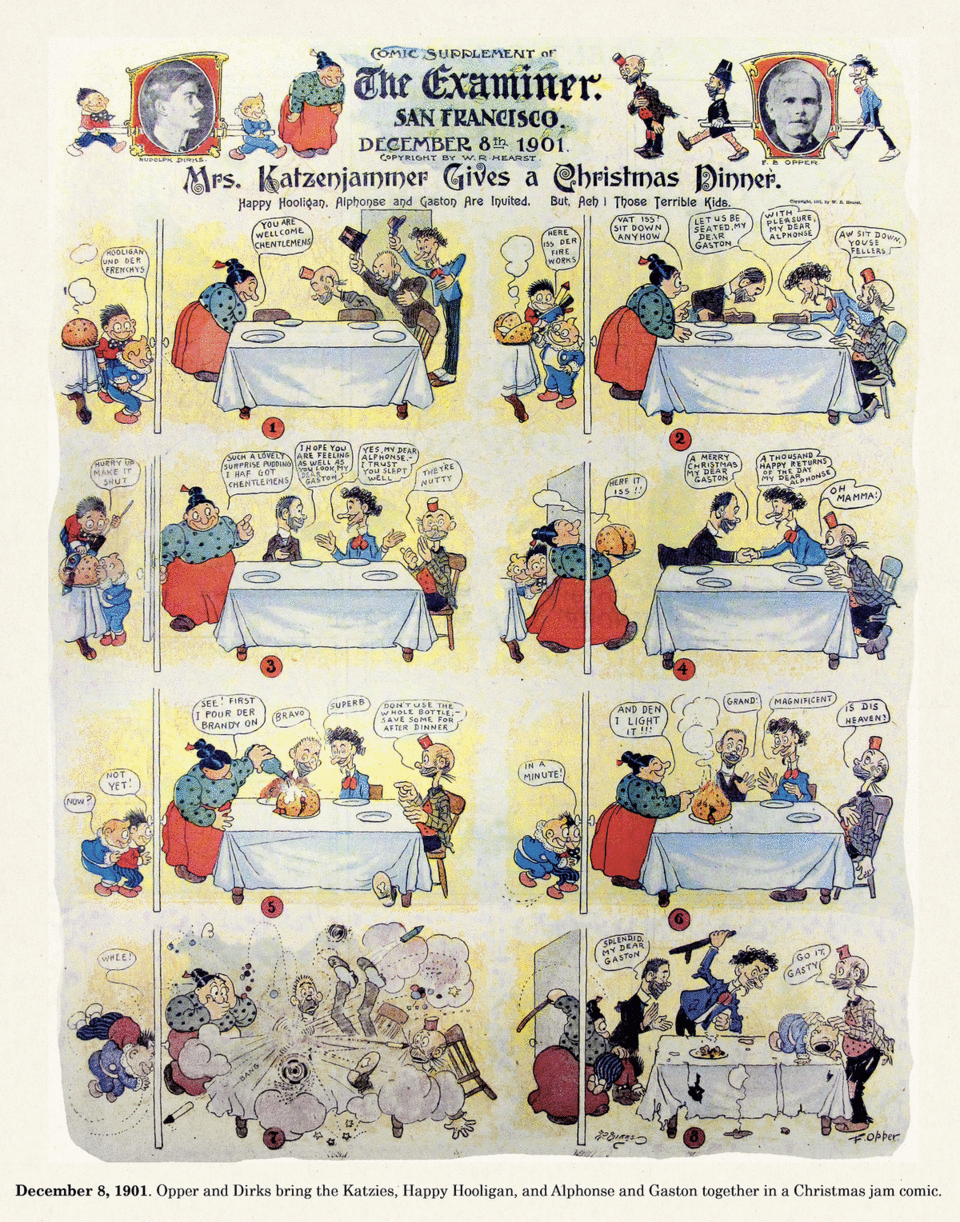
Seriesamarbete 1901, med duon på julmiddag hos Knoll och Tott.
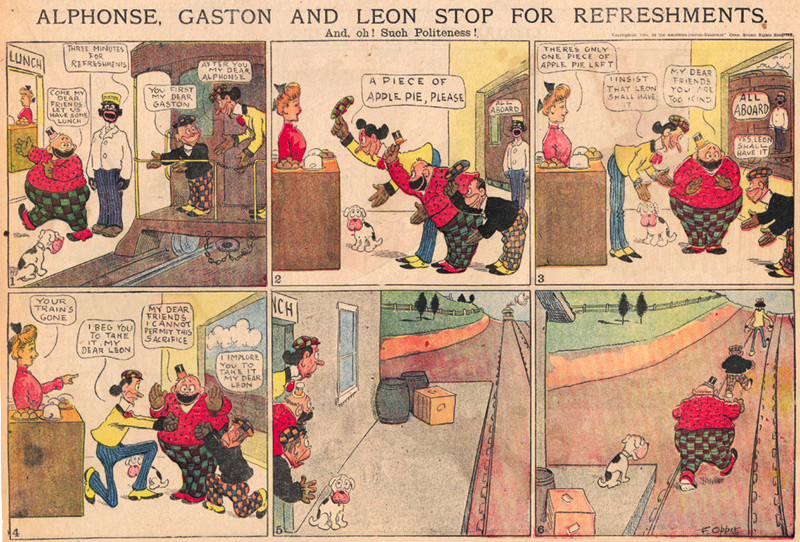
Avsnitt från 1904.
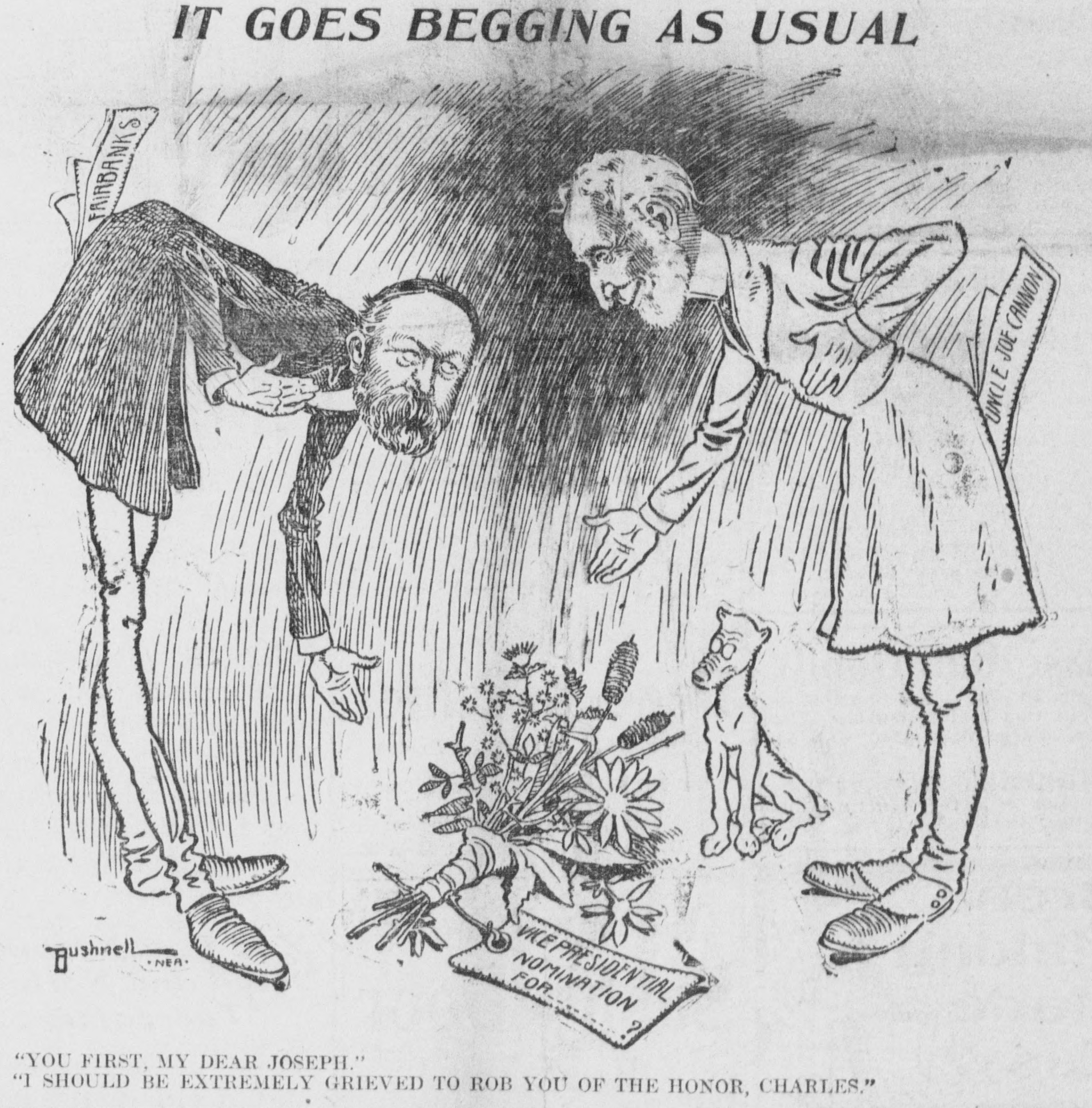
Teckning av E. A. Bushnell från 1904, med vice-presidentkandidaterna Fairbanks och Cannon.
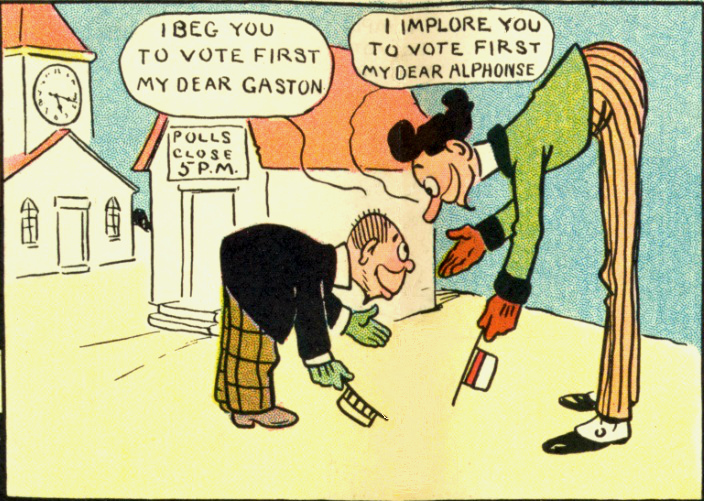
Scen från 1906.
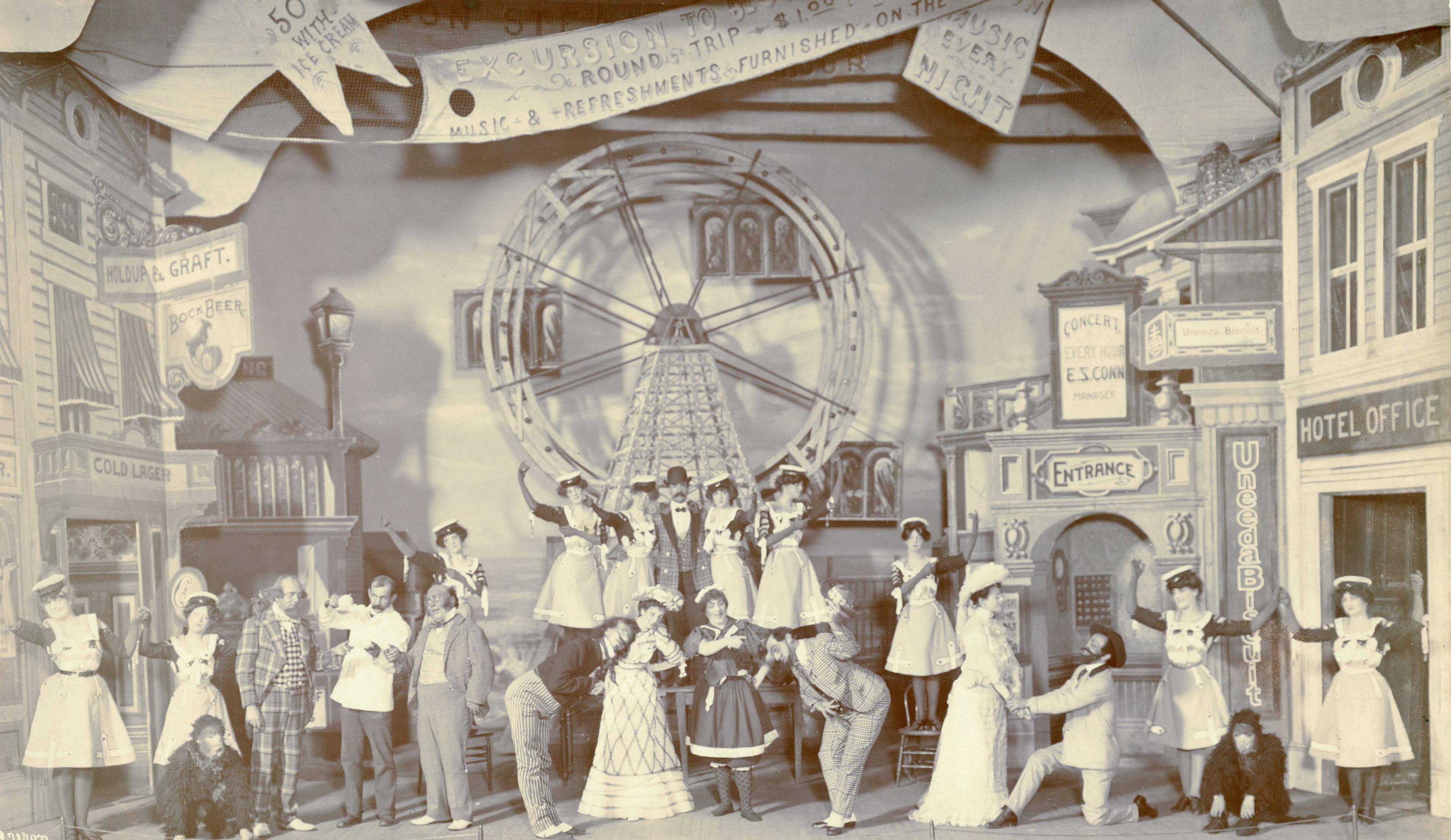
Teaterpjäsen Alphonse and Gaston (1914).